# Железнодорожная светофорная сигнализация

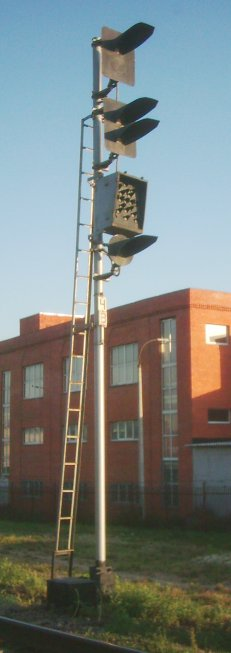
Мачтовый входной светофор с маршрутным указателем без зелёного огня

Железнодорожная светофорная сигнализация — часть сигнализации на железных дорогах и подобном рельсовом транспорте, выполненная на основе железнодорожных светофоров. Имея в целом конструктивно и внешне сходные светофоры, разные системы рельсового транспорта используют различные системы значений (сигнальных показаний), то есть приказов машинисту (водителю подвижного состава), обладающих разным смыслом, и различные системы передачи показаний в виде зрительного образа.

## Светофорная сигнализация в мире

### Значения, выражаемые светофорной (и семафорной) сигнализацией

#### Поездная сигнализация
Изначально светофорная (точнее, семафорная) сигнализация была создана для регулирования движения поездов. В первую очередь под этим подразумевалось разрешение или запрещение поезду вступать на некоторый участок пути, с целью предотвращения столкновения поездов с подвижным составом или вступления поезда на неготовый маршрут (то есть непереведённые, недопереведённые, не замкнутые стрелки, повреждённый участок пути и т. п.), а также часто просто с целью передачи поезду указания отправиться со станции в определённое время или задержаться. На основе этого развивалась далее поездная светофорная сигнализация. Поэтому самые первые, базовые показания поездной светофорной сигнализации — «стой! проезд запрещён» и «проезд разрешён».
Также было принято, что именно место установки светофора обозначает точку, за которую поезд не должен заезжать при запрещающем показании. Первый способ был довольно простой и дешёвый в реализации, но неудобный и дорогой в эксплуатации — особенно при интенсивном движении. Он заключался в том, что после движения по участку без сигналов — на большой скорости — приближаясь к сигналу и ещё не видя его показания, машинист должен был снижать скорость, в соответствии с видимостью, чтобы оказаться в состоянии затормозить перед сигналом, если он окажется закрыт. Для указания того, что поезд приближается к сигналу (обычно это относилось к входным сигналам станций), использовали специальные сигнальные знаки, расставляемые на определённых расстояниях до сигнала. В немецкой и затем российской традиции они имели вид прямоугольных вертикальных белых табличек с косыми полосами (обычно чёрного цвета) числом от 1 до 3-4: табличка с 1 полосой размещалась на расстоянии тормозного пути с некоторой добавкой, а с 2, 3 и иногда 4 полосами — перед ней, через какие-то равные промежутки, например, 100 метров. Знакомые автомобилистам дорожные знаки перед переездом совершенно характерного вида — практически прямые потомки тех табличек, и могут отличаться от них лишь цветом полос и размером.
Аналогично делалось и с выходными сигналами станций, если они вообще устанавливались (разрешение на отправление на перегон часто давалось устным приказом, либо в виде записки, либо путём передачи жезла, или ручным видимым сигналом дежурного по станции). Предполагалось, что поезд в любом случае должен остановиться или хотя бы сильно сбавить скорость на станции.
Это не подходило для всех участков и станций — ведь многим поездам не требовалось останавливаться на станции, а лишняя потеря времени при «подползании» к входному сигналу не только увеличивала время в пути, но и снижала пропускную способность, поскольку задерживала освобождение перегона и разрешение на отправление туда следующего поезда, а также приводила к перерасходу топлива на лишние разгоны.
Поэтому вскоре был принят и другой способ, который и является ещё одной основой большинства современных систем железнодорожной сигнализации. Он состоял в использовании предупредительных сигналов, расположенных, как и вышеописанные таблички, на расстоянии тормозного пути, при этом сами таблички часто также использовались (и используются на некоторых железных дорогах и в настоящее время), чтобы в свою очередь предупредить машиниста о приближении к предупредительному сигналу, чтобы он не пропустил его, например, во время тумана, ливня, метели. Предупредительный сигнал прямо информирует машиниста о показании основного сигнала; при этом машинист должен предполагать, что состояние основного сигнала не изменится с тех пор, как он проехал мимо предупредительного, и ещё не увидел показание основного. На открытие основного сигнала в такой момент не накладывается никаких ограничений, и машинист должен воспринимать такую ситуацию как нормальную (хотя это и неудобство), но закрытие открытого сигнала перед поездом, хотя и возможно, но говорит о какой-то, вероятно, аварийной ситуации, и не исключает проезд поездом этого сигнала, так как тормозного пути может уже не хватить.
По внешнему виду показания предупредительного сигнала должны чётко отличаться от показаний основного. Особенно отличаться должно показание, предупреждающее о запрещающем, от самого запрещающего, в то время как разрешающее и предупреждающее о разрешающем показании относительно допустимо делать и сравнительно похожими (но всё-таки различаться они — на этой стадии развития сигнализации — обязательно должны, чтобы не создать путаницу, ведь открытый входной сигнал, например, изначально требовал тем не менее остановки на станции).
Первоначально предупредительные сигналы устанавливались перед входными сигналами станций и сигналами ручных или полуавтоматических блок-постов на перегонах. Позже для обеспечения сквозного проследования через станцию без излишнего снижения скорости предупредительные сигналы стали ставить и на входе на станцию, обычно рядом или вместе с входным сигналом. Аналогично делали и на появившихся тогда системах автоблокировки — либо отдельным предупредительным сигналом снабжался каждый основной сигнал, либо, чаще, из-за частого расположения сигналов — практически на расстоянии тормозного пути — предупредительный сигнал совмещался на одной мачте с предыдущим основным сигналом. Выносить предупредительный сигнал ещё дальше за предыдущий основной было нельзя, так как это вызвало бы путаницу по поводу того, к какому сигналу относится данный предупредительный.
С распространением такой практики — совмещения на одной мачте основного сигнала (то есть способного требовать остановки перед ним) и предупредительного сигнала для следующего основного — стало ясно, что в отличие от отдельно стоящего предупредительного сигнала, которого поезд не достигал при закрытом предыдущем основном, необходима увязка показаний между ними, чтобы не возникало ситуации, когда при закрытом основном сигнале виден предупредительный, говорящий о том, что открыт следующий сигнал, так как этот следующий сигнал не относится к данному поезду, который просто не должен заезжать за закрытый сигнал (может быть, этот сигнал относится к идущему впереди поезду, может быть, путь за сигналом разветвляется, и при неустановленном маршруте вовсе не определено, какой же именно сигнал вообще является следующим). Хотя об этом мог бы позаботиться сам машинист, это уже вредная перегрузка его ненужной информацией, и поэтому стало принято не показывать на предупредительном разрешающее показание, когда основной сигнал на той же мачте закрыт: либо при этом показывалось показание, предупреждающее о закрытом сигнале, либо вообще некое нейтральное показание, такое, как вертикальное, спрятанное за мачту крыло семафора или погашенный огонь.
Также стало ясно, что на линиях и системах, где такая расстановка сигналов преобладает, возможно и удобно вообще полностью совместить показания этих сигналов. В результате, там, где их действительно совместили (например, на многих дорогах в США), уже основные сигналы стали давать предупредительные показания: теперь показаний основного сигнала уже 3: «Стой!», «Разрешается проезжать сигнал, следующий сигнал закрыт», «Разрешается проезжать сигнал, следующий сигнал открыт». При этом показания тех сигналов, которые по смыслу и взаимозависимости не связывались друг с другом, то есть отдельно стоящих предупредительных сигналов, и основных сигналов, не дающих информации о показании следующего основного сигнала (например, когда следующий сигнал за много километров), могли либо оставаться отличными от новых совмещённых сигналов, либо унифицировались с ними в соответствии со здравым смыслом, а отличие оставалось только во внешнем оформлении или маркировке сигнала.
В тех системах сигнализации, где это было сделано, стало возможным так же вводить более дальнее предупреждение о закрытом сигнале — уже не на следующем, а через один сигнал (и в принципе даже далее), просто вводя ещё одно показание, а не увеличивая число самих сигналов на одной мачте. Это даёт возможность либо увеличить скорость, не меняя в целом расстановку сигналов, либо при неизменной скорости поездов уменьшить почти в 2 раза длину блок-участков (расстояние между сигналами), одновременно несколько уменьшив (практически — примерно в 1,4 раза при относительно свободном движении и более, чем в 1,5 раза при стеснённом движении) минимально возможный межпоездной интервал.
Таким образом, в этом аспекте можно системы светофорной/семафорной сигнализации разделить на 2 принципиально различных типа — с сохранением отдельных предупредительных сигналов, установленных при основных сигналах, и с объединёнными показаниями.
Однако, кроме указания о запрещении/разрешении проезда вообще, выяснилось, что машинист нуждается также в информации о допустимой скорости движения. При этом речь идёт не просто о неких постоянных ограничениях скорости на определённом участке, о которых машинист должен знать и помнить и без сигналов, и которые, как правило, обозначаются какими-то постоянными знаками вдоль пути, и не временных, при которых машинист также должен быть информирован заранее, а об ограничениях скорости, определяемых тем, какой маршрут установлен для поезда. Наиболее часто речь идёт о различии между проследованием стрелочного перевода по прямому направлению и по отклонению. На ширококолейных железных дорогах допустимая скорость проследования по отклонению через большинство стрелочных переводов установлена от 20 до 50 км/ч, в то время как скорость движения по главному пути намного больше. Фактически в наше время тормозной путь, необходимый для снижения скорости с установленной для главного пути, до скорости проследования по отклонению, мало отличается от тормозного пути для остановки, а требование снижения скорости также критично для безопасности движения.
При выполнении этой задачи в разных системах сигнализации пошли разными путями, из-за чего эти системы принято различать ещё по одному признаку — скоростная либо маршрутная сигнализация (в англ. приняты словосочетания route signalling и speed signalling), а также различные другие варианты, которые нельзя считать чисто скоростными или чисто маршрутными.
Основная идея чисто маршрутной сигнализации: сигналы, кроме показаний, рассмотренных выше, которые остаются принципиально неизменными, в тех случаях, когда находятся на приближении к разветвлению, имеют дополнительные показания, точно указывающие машинисту маршрут, по которому будет направлен поезд, а машинист, исходя из этого и зная допустимые скорости для всех возможных маршрутов, определяет свои дальнейшие действия. Часто маршрутов оказывается очень много, и может указываться не конкретный полный маршрут, а какая-то группа маршрутов, которая тем не менее реально (топологически) существует и скорость по которым до некоторых точек в принципе одинакова.
Соответственно, в рамках этой концепции указание точного маршрута было бы необходимо на расстоянии по крайней мере тормозного пути до точки, где начинает различаться допустимая скорость, с повторением на каждом сигнале после первого указания.
Идея исключительно скоростной сигнализации — сигнал не имеет показаний, указывающих конкретный маршрут, но указывает конкретную скорость, с которой допускается движение за ним. Чаще всего в таких системах указание скорости объединяется с основным сигналом, так что запрещающее показание оказывается естественной самой низкой, нулевой ступенью скорости, выше которой идут другие — разрешающие движение ступени, вплоть до т. н. установленной скорости. Соответственно, и в показание предупредительного сигнала вводятся аналогичные ступени, а если предупредительные и основные (а то и более дальние предупредительные) показания объединены, то все это объединяется в единое показание. Поэтому в таком случае сравнительно сложных показаний может быть уже довольно много. Однако при этом эти показания могут быть довольно лёгкими в восприятии.
В некоторых случаях, например, в Великобритании, использовали и другой способ: хотя показания сигналов оставлялись неизменными при любом маршруте, а маршрутный указатель устанавливался только на сигнале непосредственно перед разветвлением, при приёме по отклонению этот сигнал открывали только при приближении поезда на небольшое расстояние, чем гарантировалось, что машинист снизит скорость перед ещё закрытым сигналом. Также в Великобритании использовались различные другие вариации этого способа, более или менее эффективные.

#### Маневровая сигнализация

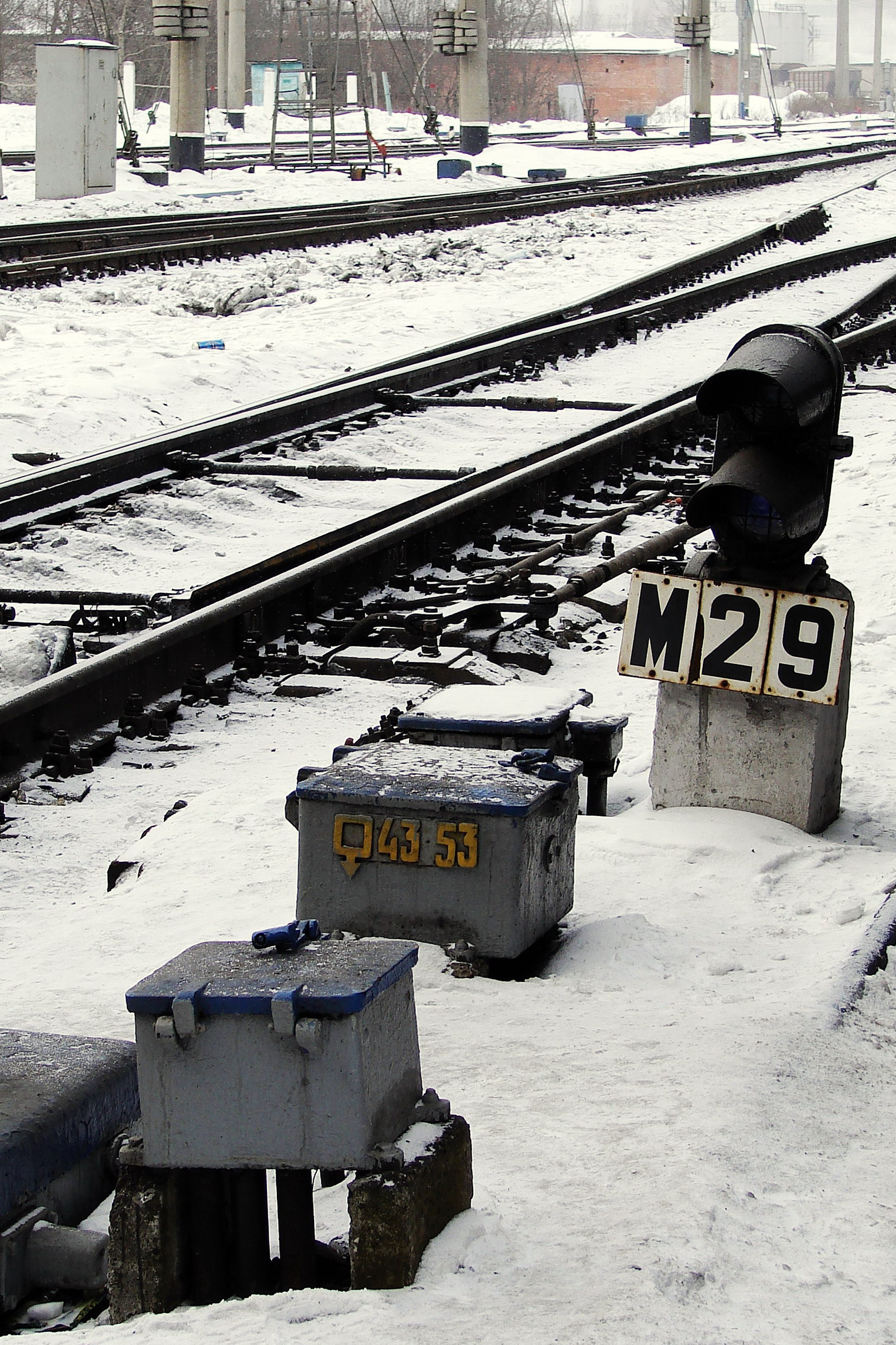
Маневровый карликовый светофор

Кроме поездов, на железных дорогах движутся также маневровые составы. Одно из принципиальных отличий, по которым исторически стали отличать маневровую работу от движения поездов — то, что маневровые составы всегда движутся в границах станции или на подъездных путях маневрового движения, то есть не выходят на перегон (кроме специальных, возникших позже, исключений). Также для маневровой работы характерно, что маневровые составы часто должны заходить на занятые подвижным составом участки пути, в том числе для прицепки к стоящему там подвижному составу, что маршруты маневровых составов на станции, как правило, более разнообразны, чем поездные, и что при маневровой работе требуется максимально оперативный перевод стрелок и подача сигналов, указаний, разрешающих начать движение, а также сравнительно малыми скоростями. То есть, иначе говоря, сигнализация для маневровых передвижений труднее поддаётся формализации, чем для поездных, особенно если стоит задача не слишком снизить эффективность и гибкость маневровой работы. Это является одной из причин того, что во многих случаях на станциях, где движение поездов регулируется светофорами или семафорами, а стрелки включены в централизацию или замыкаются даже при ручном управлении, при манёврах отдаётся предпочтение ручному переводу стрелок (или местному управлению при электроприводе) и ручным сигналам (или звуковым, устным, по рации и т. п.).
При такой практике встречающиеся на пути маневрового состава поездные сигналы игнорируются. Недостаток такого способа маневровой работы состоит в том, что из-за ошибки работника, управляющего переводом стрелок и дающего ручные сигналы, маневровый состав может пойти по неготовому маршруту, взрезать стрелку, и — самое опасное — выйти на приготовленный маршрут поезда. При семафорном или светофорном регулировании маневровой работы появляется возможность техническими средствами исключить такую ошибочную подачу сигналов.

### История светофорной и семафорной сигнализации, светофорная сигнализация в мире
Вообще говоря, вначале будущие светофорные показания развивались в качестве ночных показаний параллельно с дневными семафорными показаниями, но с появлением более яркого и лучше поддающегося фокусировке источника света, чем керосиновый фонарь, и в то же время не требующего такого постоянного внимания и не содержащего движущихся частей, как, скажем, дуговая лампа — лампы накаливания — предпочтение постепенно стали отдавать светофорам, сигнализирующим только бывшими ночными сигналами. С одной стороны, это упростило сигнализацию, так как исчезает различие между разными по форме дневными и ночными сигналами, и позволило строить на основе светофоров более сложные показания, которые наверняка оказались бы слишком тяжёлыми для восприятия на базе поворотных крыльев, а также существенно упростило и удешевило постройку и эксплуатацию сигнализации. Но с другой стороны, довольно часто встречаются такие ситуации, когда днем видимость дневного показания семафора была бы, несомненно, лучше, чем имеющегося светофора, так что замену семафоров светофорами следует рассматривать, вообще говоря, как компромисс, а не безоговорочный шаг вперёд. Наконец, развитие систем автоматической локомотивной сигнализации (АЛС) на многих ж.д. сетях снизило остроту проблемы видимости сигналов на большом расстоянии в некоторых неблагоприятных условиях.
Исторически, соответственно, эти первые световые показания практически по всему миру были приняты таким образом: «Стой! Проезд запрещён» — красный огонь, и «Проезд разрешён» — белый огонь.

## Светофорная сигнализация в  странах бывшего СССР
В этом разделе описывается светофорная сигнализация и АЛС на железных дорогах и метрополитенах стран бывшего СССР — в её современном состоянии, в том числе некоторые незначительные изменения, происходившие в рамках этих систем без их глобальных реформ.

### Светофорная сигнализация на железных дорогах

#### Общая характеристика, история современной системы сигнализации
По мнению многих людей, классифицирующих системы железнодорожной сигнализации на маршрутные и скоростные, советская система не может быть отнесена строго ни к тому, ни к другому типу. В основном это связано с тем, что эта система развивалась в несколько этапов, используя опыт разных принципиально различных систем, но при достаточно глобальных реформах всей сигнализации по каким-то причинам оставались некоторые «реликтовые» сигналы и значения сигналов, совершенно не вписывающиеся в современную основную концепцию — здесь будут конкретные указания на такие сигналы.
Основными источниками идей и конкретной символики светофорных показаний, на основе которых развивалась советская система сигнализации, видимо, следует считать некоторые традиционные немецкие (вместе с австрийскими и швейцарскими) семафорные системы сигнализации, на основе которых была создана в своё время и семафорная сигнализация в дореволюционной России, и традиционные североамериканские (США) системы сигнализации, откуда было, очевидно, взято оформление автоблокировки, вместе с многими её характерными чертами и внешним видом показаний.

#### Классификация светофоров по назначению
Светофоры по назначению подразделяются на 13 типов:
- входные — разрешающие или запрещающие поезду следовать с перегона на станцию;
- выходные — разрешающие или запрещающие поезду отправиться со станции на перегон;
- маршрутные — разрешающие или запрещающие поезду проследовать из одного района станции в другой;
- проходные — разрешающие или запрещающие поезду проследовать с одного блок-участка (межпостового перегона) на другой;
- прикрытия — для ограждения мест пересечений железнодорожных путей в одном уровне другими железнодорожными путями, трамвайными путями и троллейбусными линиями, разводных мостов и участков, проходимых с проводником;
- заградительные — требующие остановки при опасности для движения, возникшей на железнодорожных переездах, крупных искусственных сооружениях и обвальных местах, а также при ограждении составов для осмотра и ремонта вагонов на станционных путях;
- предупредительные — предупреждающие о показании основного светофора (входного, проходного, заградительного и прикрытия);
- повторительные — для оповещения о разрешающем показании выходного, маршрутного и о показании горочного светофора, когда по местным условиям видимость основного светофора не обеспечивается;
- локомотивные — для разрешения или запрещения поезду следовать по перегону с одного блок-участка на другой, а также предупреждения о показании путевого светофора, к которому приближается поезд;
- маневровые — разрешающие или запрещающие производство манёвров;
- горочные — разрешающие или запрещающие роспуск вагонов с горки;
- въездные (выездные) — разрешающие или запрещающие въезд (выезд) железнодорожного подвижного состава в производственное помещение и выезд из него на железнодорожных путях необщего пользования;
- технологические — разрешающие или запрещающие подачу или уборку железнодорожного подвижного состава при обслуживании объектов, расположенных на железнодорожных путях необщего пользования (вагоноопрокидывателей, вагонных весов, устройств для восстановления сыпучести грузов, сливо-наливных устройств и др.).

Один светофор может совмещать несколько назначений (входной и выходной, выходной и маневровый, выходной и маршрутный и др.). На участках, где сохраняются семафоры, порядок их применения устанавливается Приложением №7 к Правилам технической эксплуатации железных дорог Российской Федерации от 21.12.2010 г. - Инструкция по сигнализации.
Светофоры применяются линзовые и прожекторные; они подразделяются на мачтовые, карликовые и устанавливаемые на мостиках и консолях.
Сигнальные огни на светофорах применяются: нормально горящие, нормально негорящие, немигающие и мигающие (периодически загорающиеся и гаснущие).
Нормально негорящие сигнальные огни проходного светофора на участках, оборудованных автоблокировкой, загораются при вступлении подвижного состава на блок-участок перед ним и гаснут после выхода подвижного состава с этого блок-участка.
Проходные светофоры автоблокировки обозначаются цифрами, все остальные — буквами или буквами с цифрами.

#### Основные показания поездных светофоров
В советской светофорной сигнализации используются 5 цветов, которые имеют следующие названия:
красный, жёлтый, зелёный, лунно-белый, синий.
В локомотивных светофорах, находящихся в кабине управления, имеются 5 светящихся ячеек:
белая, красная, красно-жёлтая (она состоит из красной и жёлтой половин), жёлтая, зелёная.
При этом для основных поездных показаний светофоров используются красный, жёлтый и зелёный цвета.
В отличие от многих других систем сигнализации в мире, где любой сигнал имеет краткое смысловое название, которое и является для него официальным названием, в советской системе официальным названием показания является его описательное, «цветовое» название, существует также сравнительно длинное, почти полное смысловое описание в официальной инструкции (ИСИ, Инструкция по сигнализации), а официального краткого словесного названия, кроме «цветового», не существует.

##### Сигналы, применяемые при движении без отклонений по стрелочным переводам
| Изображение (примеры) | Изображение (примеры) | Название                          | Описание и комментарии |
| --------------------- | --------------------- | --------------------------------- | --- |
|                       |                       | «Один красный огонь»              | Стой! Запрещается проезжать сигнал! |
|                       |                       | «Один жёлтый огонь»               | Разрешает проследовать сигнал со скоростью не более 60 км/ч, следующий светофор закрыт. |
|                       |                       | «Один зелёный огонь»              | Разрешает проследовать сигнал с установленной скоростью, следующий светофор открыт. |
|                       |                       | «Один жёлтый и один зелёный огни» | Применяется только на участках с четырёхзначной автоблокировкой, и разрешает проследовать сигнал с установленной скоростью, и предупреждает о том, что следующий сигнал имеет показание «один жёлтый огонь». |
|                       |                       | «Один жёлтый мигающий огонь»      | Применяется на предвходных светофорах — проходных светофорах, стоящих перед входными (при автоблокировке), и предупредительных (при полуавтоматической блокировке) и сигнализирует о том, что входной светофор открыт и требует проследования с уменьшенной скоростью, при этом поезд принимается на боковой путь станции.                                                                                                   |
|                       |                       | «Один зелёный мигающий огонь»     | Применяется также на предвходных светофорах, но только на участках со скоростным движением, оборудованных автоблокировкой. Сигнал имеет то же значение, что и жёлтый мигающий, но при этом указывает, что скорость проследования входного светофора не должна превышать 80 км/ч. Если стрелочные переводы станции позволяют поезду развить скорость до 120 км/ч при приёме на боковой путь, данный сигнал также применяется. |

##### Сигналы, применяемые при движении с уменьшенной скоростью с отклонением по стрелочным переводам
| Изображение (примеры) | Название                                   | Описание и комментарии |
| --------------------- | ------------------------------------------ | --- |
|                       | «Два жёлтых огня»                          | Разрешает проследовать сигнал с уменьшенной скоростью 40 км/ч, указывает на отклонение по стрелочному переводу, и предупреждает, что следующий сигнал закрыт.         |
|                       | «Два жёлтых огня, из них верхний мигающий» | Разрешает проследовать сигнал с уменьшенной скоростью 40 км/ч, указывает на отклонение по стрелочному переводу, и информирует, что следующий сигнал открыт.           |
|                       | «Один жёлтый мигающий огонь»               | Разрешает проследовать сигнал с установленной скоростью, и предупреждает, что следующий сигнал открыт, и требует проследовать сигнал с уменьшенной скоростью 40 км/ч. |

##### Сигналы, применяемые при движении с отклонением по скоростным стрелочным переводам
На оживлённых маршрутах устанавливаются стрелочные переводы с крестовинами пологих марок, которые допускают бо́льшую скорость движения по отклонению. На железных дорогах стран бывшего СССР из них применяются главном образом стрелочные переводы с крестовинами марки 1/18, допускающие движение по отклонению со скоростью до 80 км/ч. Для указания требования такой скорости движения существует ещё ряд показаний. В них используется так называемая зелёная светящаяся полоса — обычно это группа из трёх зелёных линзовых комплектов, расположенных горизонтально под общим козырьком.
| Изображение (примеры) | Название                                                                     | Описание и комментарии |
| --------------------- | ---------------------------------------------------------------------------- | --- |
|                       | «Два жёлтых огня и зелёная светящаяся полоса»                                | Разрешает проследовать сигнал со скоростью не более 60 км/ч (аналогично сигналу «один жёлтый») с отклонением по стрелочным переводам с крестовинами пологих марок, и предупреждает, что следующий сигнал закрыт. |
|                       | «Два жёлтых огня, из них верхний мигающий, и одна зелёная светящаяся полоса» | Разрешает проследовать сигнал со скоростью не более 80 км/ч с отклонением по стрелочным переводам с крестовинами пологих марок, и предупреждает, что следующий сигнал открыт, и требует проследования с уменьшенной скоростью (обычно по умолчанию 40 км/ч; не применяется перед сигналом один жёлтый огонь).                                           |
|                       | «Один зелёный мигающий и один жёлтый огни, и одна зелёная светящаяся полоса» | Разрешает проследовать сигнал со скоростью не более 80 км/ч с отклонением по стрелочным переводам с крестовинами пологих марок, и информирует, что следующий сигнал открыт, и разрешает движение со скоростью до 80 км/ч, но возможно, и с установленной. (Здесь также не различаются сигналы, разрешающие скорость только до 80 км/ч и установленную). |
|                       | «Один зелёный мигающий огонь»                                                | Сигнал «один зелёный мигающий огонь» разрешает проследовать сигнал с установленной скоростью, и предупреждает, что следующий сигнал открыт, и требует проследовать сигнал со скоростью не более 60 км/ч. |

##### Сигналы, применяемые на выходных светофорах при отправлении на перегон, движение по которому будет осуществляться только по показаниям автоматической локомотивной сигнализации (без напольных проходных светофоров)
| Изображение (примеры) | Название                                       | Описание и комментарии |
| --------------------- | ---------------------------------------------- | --- |
|                       | «Один жёлтый и один лунно-белый огни»          | Разрешает проследовать сигнал (практически — со скоростью, как правило, не более 60 км/ч), отправиться на перегон и следовать далее по показаниям локомотивного светофора автоматической локомотивной сигнализации, и предупреждает, что впереди свободен один блок-участок.                                              |
|                       | «Один зелёный и один лунно-белый огни»         | Разрешает проследовать сигнал (с установленной скоростью), отправиться на перегон и следовать далее по показаниям локомотивного светофора автоматической локомотивной сигнализации, и информирует, что впереди свободны два (или более) блок-участков.                                                                    |
|                       | «Один жёлтый мигающий и один лунно-белый огни» | Разрешает проследовать сигнал со скоростью не более 40 км/ч, отправиться на перегон двухпутного участка по неправильному пути, и следовать далее по показаниям локомотивного светофора автоматической локомотивной сигнализации. Количество свободных блок-участков, вообще говоря, не определяется, согласно инструкции. |

##### Маневровое показание поездного сигнала, и показание при отправлении на перегон, не оборудованный путевой блокировкой
| Изображение (примеры) | Название                 | Описание и комментарии |
| --------------------- | ------------------------ | --- |
|                       | «Один лунно-белый огонь» | Разрешает маневровому составу двигаться за сигнал, информирует о готовности маршрута. Двигаться разрешается до следующего поездного или маневрового светофора, до границы станции, или до каких-либо точек, определяемых ТРА станции. Ничего не говорит о допускаемой скорости движения по маршруту, и о свободности или занятости участков маршрута. Применяется, как правило, на станциях, оборудованных электрической централизацией, но не на всех таких станциях.              |
|                       | «Один лунно-белый огонь» | Говорит о готовности маршрута отправления на перегон или ответвление, не оборудованное путевой блокировкой (в том числе такие, где применяется электрожезловая система, движение по поездным телефонограммам, или иные способы организации движения, кроме полуавтоматической блокировки, автоблокировки или автоматической локомотивной сигнализации как самостоятельного средства сигнализации) только в пределах станции, но не является разрешением для отправления на перегон. |

Существует отдельный тип двухцветных железнодорожных светофоров — маневровые, которые подают следующие сигналы:
| Изображения (примеры) | Название                 | Описание и комментарий |
| --------------------- | ------------------------ | --- |
|                       | «один лунно-белый огонь» | Разрешается маневровому составу проследовать маневровый светофор и далее руководствоваться показаниями попутных светофоров или сигналами руководителя манёвров                                                          |
|                       | «один синий огонь»       | Запрещается маневровому составу проследовать маневровый светофор» (в редакции Приложения №7 к Правилам технической эксплуатации железных дорог Российской Федерации от 21 декабря 2010 г. — Инструкция по сигнализации) |

В определённых случаях вместо синего огня маневровые светофоры имеют запрещающее показание в виде красного огня. Фактически, красный огонь применяется в абсолютном большинстве тех мест, где не существует поездных маршрутов, то есть где все перемещения подвижного состава являются только маневровыми.

## Светофорная сигнализация на путях необщего пользования
К путям необщего пользования относятся подъездные пути, а также железнодорожные системы, предназначенные для обслуживания крупных предприятий (например, карьеры, шахты, морские порты, заводы). В последнем случае могут быть все «атрибуты» железных дорог общего пользования — станции, разъезды, перегоны, путевая блокировка. Световая сигнализация при этом мало отличается от вышеописанной, отсутствуют лишь сложные сочетания огней с зелеными светящимися полосами, могут не применяться мигающие сигналы. В случае же, когда надо подать вагоны на одиночный объект (к погрузочной эстакаде, элеватору, вагоноопрокидывателю и т. д.) или убрать, подаются сигналы:
- один жёлтый огонь — разрешается подача вагонов к объекту с готовностью остановиться. Разрешается въезд в производственное помещение или выезд из него;
- один красный огонь — стой! Запрещается подача вагонов к объекту (въезд в производственное помещение и выезд из него);
- один лунно-белый огонь (допускается сигнал «один лунно-белый огонь, горящий одновременно с красным огнём») — убрать вагоны с объекта.